# 羅相浩
羅 相浩（ナ・サンホ、朝: 나상호、英: Na Sang-ho、1996年8月12日 - ）は、大韓民国・全羅南道潭陽郡出身のプロサッカー選手。Jリーグ・FC町田ゼルビア所属。ポジションはフォワード、ミッドフィールダー。韓国代表。

## 経歴

### クラブ
光州FCの下部組織である錦湖高等学校の出身。2014年にはKリーグジュニア（KリーグU-18リーグ）でリーグ得点王とリーグMVPを受賞している。高校卒業後は檀国大学校で活躍した。
2017年、光州FCに入団。1年目から出場機会を得て、リーグ戦18試合に出場し、2得点を決めた。2018年には、入団2年目でエースナンバーの「10」を背負い、31試合16得点5アシストの成績を残し、Kリーグ2のリーグMVP、リーグ得点王、リーグベストイレブンの個人タイトルを全て獲得した。
2019年1月14日、FC東京への完全移籍内定が発表された。7月7日、第18節のガンバ大阪戦では2アシストの活躍で移籍した久保建英の穴を埋める活躍を見せた。
2021年、FCソウルに完全移籍。
2023年、リーグ戦38試合出場12ゴール4アシストを記録し、月間MVPに2度選出された。FCソウルでは104試合出場29得点14アシストだった。
2024年、FC町田ゼルビアに完全移籍。開幕のガンバ大阪戦で初出場を飾ったが、前半で負傷交代となった。第9節のFC東京戦で移籍後初ゴール。

### 代表
2018年、U-23韓国代表として出場したアジア大会で優勝し、兵役を免除された。
2018年11月、韓国代表に初招集され、12月にAFCアジアカップ2019に出場するメンバーに選出された。しかし、負傷したため途中離脱し、李昇祐が追加招集された。

## 人物
- 100mを11秒台で走るスピードが武器。町田でのチームメイト、望月ヘンリー海輝はナの特長を「対戦するとなったらドリブルと右足のキック精度、スピードが脅威。」と述べている[5]。
- 得点力が最大の武器で、ラインブレイカーとしての動きを兼ね備える。
- フィジカル克服のために、高校卒業後はプロではなく、大学進学を決めた。
- 2019年12月18日釜山で開催されたE1選手権対日本戦では、パウロ・ベント監督の元で左サイドの高速ウインガーを活用したカウンター攻撃の任務を担った[6]。

## 所属クラブ
ユース経歴
- 錦湖高等学校 (光州FC下部組織)
- 檀国大学校

プロ経歴
- 2017年 - 2018年  光州FC
- 2019年 - 2020年  FC東京
  - 2020年6月 - 同年12月  城南FC (期限付き移籍)
- 2021年 - 2023年  FCソウル
- 2024年 -  FC町田ゼルビア

## 個人成績
| 国内大会個人成績 | 国内大会個人成績 | 国内大会個人成績 | 国内大会個人成績 | 国内大会個人成績 | 国内大会個人成績 | 国内大会個人成績 | 国内大会個人成績 | 国内大会個人成績 | 国内大会個人成績 | 国内大会個人成績 | 国内大会個人成績 |
| 年度             | クラブ           | 背番号           | リーグ           | リーグ戦         | リーグ戦         | リーグ杯         | リーグ杯         | オープン杯       | オープン杯       | 期間通算         | 期間通算         |
| 年度             | クラブ           | 背番号           | リーグ           | 出場             | 得点             | 出場             | 得点             | 出場             | 得点             | 出場             | 得点             |
| 韓国             | 韓国             | 韓国             | 韓国             | リーグ戦         | リーグ戦         | リーグ杯         | リーグ杯         | FA杯             | FA杯             | 期間通算         | 期間通算         |
| ---------------- | ---------------- | ---------------- | ---------------- | ---------------- | ---------------- | ---------------- | ---------------- | ---------------- | ---------------- | ---------------- | ---------------- |
| 2017             | 光州             |                  | K1               | 18               | 2                | -                | -                | 3                | 0                | 21               | 2                |
| 2018             | 光州             | 10               | K2               | 31               | 16               | -                | -                | 0                | 0                | 31               | 16               |
| 日本             | 日本             | 日本             | 日本             | リーグ戦         | リーグ戦         | リーグ杯         | リーグ杯         | 天皇杯           | 天皇杯           | 期間通算         | 期間通算         |
| 2019             | FC東京           | 17               | J1               | 25               | 2                | 7                | 1                | 1                | 0                | 33               | 3                |
| 2020             | FC東京           | 17               | J1               | 0                | 0                | 0                | 0                | 0                | 0                | 0                | 0                |
| 韓国             | 韓国             | 韓国             | 韓国             | リーグ戦         | リーグ戦         | リーグ杯         | リーグ杯         | FA杯             | FA杯             | 期間通算         | 期間通算         |
| 2020             | 城南             |                  | K1               | 19               | 7                | -                | -                | 3                | 0                | 22               | 7                |
| 2021             | ソウル           |                  | K1               | 34               | 9                | -                | -                | 1                | 0                | 35               | 9                |
| 2022             | ソウル           |                  | K1               | 32               | 8                | -                | -                | 4                | 1                | 36               | 9                |
| 2023             | ソウル           |                  | K1               | 38               | 12               | -                | -                | 0                | 0                | 38               | 12               |
| 日本             | 日本             | 日本             | 日本             | リーグ戦         | リーグ戦         | リーグ杯         | リーグ杯         | 天皇杯           | 天皇杯           | 期間通算         | 期間通算         |
| 2024             | 町田             | 10               | J1               | 24               | 3                | 5                | 2                | 1                | 0                | 30               | 5                |
| 通算             | 韓国             | 韓国             | K1               | 141              | 38               | -                | -                | 11               | 1                | 152              | 39               |
| 通算             | 韓国             | 韓国             | K2               | 31               | 16               | -                | -                | 0                | 0                | 31               | 16               |
| 通算             | 日本             | 日本             | J1               | 49               | 5                | 12               | 3                | 2                | 0                | 63               | 8                |
| 総通算           | 総通算           | 総通算           | 総通算           | 221              | 57               | 12               | 3                | 13               | 1                | 246              | 61               |

| 2019   | F東23  | 17     | J3     | 1 | 0 | 1 | 0 |
| 通算   | 日本   | 日本   | J3     | 1 | 0 | 1 | 0 |
| 総通算 | 総通算 | 総通算 | 総通算 | 1 | 0 | 1 | 0 |

| 国際大会個人成績 | 国際大会個人成績 | 国際大会個人成績 | 国際大会個人成績 | 国際大会個人成績 |
| 年度             | クラブ           | 背番号           | 出場             | 得点             |
| AFC              | AFC              | AFC              | ACL              | ACL              |
| ---------------- | ---------------- | ---------------- | ---------------- | ---------------- |
| 2020             | FC東京           | 17               | 0                | 0                |
| 通算             | AFC              | AFC              | 0                | 0                |

出場歴
- Jリーグ初出場 - 2019年2月23日 J1第1節 川崎フロンターレ戦 (等々力陸上競技場)
- Jリーグ初得点 - 2019年4月6日 J1第6節 清水エスパルス戦 (味の素スタジアム)

## 代表歴

### 出場大会
- U-23韓国代表
  - 2018 アジア競技大会（2018年）
- 韓国代表
  - AFCアジアカップ2019（2019年）

### 試合数
- 国際Aマッチ 28試合 2得点（2018年-）[7]

| 韓国代表 | 国際Aマッチ | 国際Aマッチ |
| 年       | 出場        | 得点        |
| -------- | ----------- | ----------- |
| 2018     | 2           | 0           |
| 2019     | 11          | 2           |
| 2020     | 0           | 0           |
| 2021     | 3           | 0           |
| 2022     | 10          | 0           |
| 2023     | 2           | 0           |
| 通算     | 28          | 2           |

## タイトル

### 個人
- Kリーグ2最優秀選手賞（2018年）
- Kリーグ2得点王（2018年）
- Kリーグ2ベストイレブン（2018年）
- Kリーグ1月刊MVP:2回（2023年）

### 代表
U-23韓国代表
- アジア競技大会：2018年